# نوچای
نوچای (به صربی: Noćaj) یک منطقهٔ مسکونی در صربستان است که در Sremska Mitrovica Municipality واقع شده‌است. نوچای ۲٬۱۲۰ نفر جمعیت دارد.